# راندي روتا
راندي روتا هو لاعب هوكي الجليد كندي، ولد في 16 أغسطس 1950 في Creston, British Columbia ‏ في كندا.

## وصلات خارجية
- راندي روتا على موقع دوري الهوكي الوطني (الإنجليزية)
- راندي روتا على موقع EliteProspects.com (الإنجليزية)
- راندي روتا على موقع HockeyDB.com (الإنجليزية)
- راندي روتا على موقع Hockey-Reference.com (الإنجليزية)